# Renninghausen
Renninghausen ist ein Dortmunder Stadtteil im Stadtbezirk Hombruch.

## Geographie
Der Stadtteil befindet sich südlich des Waldgebietes Bolmke.
In Renninghausen befindet sich das Schulzentrum Renninghausen mit der Schubert-Grundschule, der ehemaligen Hauptschule Renninghausen, der Robert-Koch-Realschule und dem Helene-Lange-Gymnasium sowie die Sekundarstufe II (gymnasiale Oberstufe) der Gesamtschule Brünninghausen; ebenso befinden sich dort kommunale und kirchliche Kindertagesstätten.
Nördlich des Schulzentrums liegt die Evangelische Kirche Renninghausen.
Die Bolmke liegt als Wald zwischen dem Schultenhof und dem BVB Stadion. Die Bolmke ist ein Naturschutzgebiet.

## Geschichte
Renninghausen wurde erstmals 1312 mit in campo Renninchusen urkundlich erwähnt. Im Jahr 1334 als tho Renninchusen im Urkundenbuch des Klosters Clarenberg. Darin auch 1482 ein Priester Dietrich aus Rennynchusen genannt. 1647 wurde ein Jürgen von Renninghausen im Lehnsregister Mallinckroth geführt. In den Jahren 1705 und 1841 die eigene Baurschafft Renninghaußen erwähnt.
Renninghausen gehörte im Spätmittelalter und der Frühen Neuzeit in der Bauerschaft Brünninghausen, Kirchspiel Wellinghofen und Amt Hörde (historisch) zur Grafschaft Mark. Laut dem Schatzbuch der Grafschaft Mark von 1486 hatten in der Bauerschaft der Schult to Renninchus fünf Goldgulden und ein Gerlach to Reninchus zehn oirt an Abgabe zu leisten. Im Jahr 1705 waren in der Baurschafft Renninghaußen fünf Steuerpflichtige mit Abgaben an die Rentei Hörde im Kataster verzeichnet. Das Kloster Elsey besaß in Renninghausen von 1312 bis 1811 mehrere Güter bzw. Ländereien und einen Hof im Tausch 1423 mit Dietrich von Vittinghof gen. Nortkerken.
Die Deutung des Ortsnamens kann mit bei den Häuser der Leute des Rando’ umschrieben werden.

## Bevölkerung
Am 31. Dezember 2013 lebten in Renninghausen 3069 Einwohner.
Struktur der Renninghauser Bevölkerung:
- Bevölkerungsdichte: 92 Einwohner pro Hektar Siedlungsfläche.
- Minderjährigenquote: 14,2 %, liegt deutlich unterhalb des Dortmunder Durchschnittes von 20,1 %.
- Altenquote: 66,2 %, einer der höchsten Dortmunder Werte.
- Ausländeranteil: 4,7 %, liegt deutlich unterhalb des Dortmunder Durchschnittes von 12,8 %.
- Arbeitslosenquote: 7,2 %, liegt deutlich unterhalb des Dortmunder Durchschnittes von 13,4 %.

Das durchschnittliche Einkommen in Renninghausen liegt leicht unterhalb des Dortmunder Durchschnittes.

### Bevölkerungsentwicklung
| Jahr | Einw. |
| ---- | ----- |
| 2003 | 2958  |
| 2008 | 2901  |
| 2013 | 3069  |
| 2018 | 2947  |